# Huaconada
La Huaconada és una festa que pren lloc cada any l'1, 2 i 3 de gener, al poble de Mito que és a la Vall del Mantaro, província de Concepción, departament de Junín. Encara que la Huaconada se celebra també en altres localitats de la zona com la ciutat de Concepción, la de Mito és la més coneguda de la regió, i forma part important de la riquesa cultural del Perú. El 2010 va ser catalogat com a Patrimoni Cultural Immaterial de la Humanitat per la UNESCO.
La Huaconada és la dansa dels huacones, una espècie de jutges antics que tornen a Mito un cop l'any. Amb els seus fuets, les seves màscares i els seus nassos i moviments que s'assimilen als del còndor, evoquen una justícia mítica i severa. Una cosa que s'esmenta amb freqüència en la tradició oral és que en una època (fins fa uns 70 anys segons molts relats) els Huacones realment es convertien en l'única autoritat i jutge durant els seus 3 dies, castigant amb els seus fuets als adúlters, als lladres, als quals no tinguessin la casa neta, etc. Sortien d'una trencada coneguda com l'Ayán, a esquena del poble de Mito. Els homes de Mito que compleixen el rol de Huacones ja no castiguen les persones, però encara es diu que durant la Huaconada "només regeix la llei del Huacón." En una cerimònia, l'alcalde de districte formalment abdica la seva autoritat per aquests 3 dies i és el lliurament als Huacones.

## Fases
Durant la Huaconada, els Huacones dansen en processó pels carrers de Mito, al compàs d'una banda de músics que repeteix la mateixa seqüència de tres melodies una vegada i una altra. Aquesta tonada no avorreix, més aviat tendeix a hipnotitzar. Els Huacones es divideixen en "Huacones Vells" i "Huacones Modernos," aquests últims són la major part. Els Huacones Viejos es vesteixen més a la manera dels Huacones originals, les seves màscares hi ha els trets d'una persona gran i arrosseguen els peus en un moviment particular. Els Huacones Modernos utilitzen flassades de tigre (una innovació que també es diu data dels anys 30) i màscares amb trets més solemnes, els seus moviments comuniquen autoritat i dignitat. Els huacones emeten rugits i fan anomenats estandarditzats en quítxua a individus (homes) entre la multitud, quan un és anomenat així, ha d'acostar i abraçar el Huacón, cridant alcalde, després de tot això un rep un lleugera fuetada.
Existeixen referències escrites sobre la Huaconada des de fins del segle xvi, els huacones són esmentats en el diccionari quítxua de González Holguín de 1608. La dansa sembla haver-se estès per un territori molt més gran, possiblement fins al Collao. Els espanyols no veien amb bons ulls a la dansa, associada al déu còndor ja Huiracocha, i en molts casos van tractar d'eliminar. Fins ara, la Huaconada de Mito no mostra cap element religiós catòlic, almenys no de manera explícita, no hi ha ni verge ni sant (Mito celebra la seva festa patronal per separat, al mes de maig).

## El Poble
Mito és un poble amb una història d'interacció i xoc cultural. Originalment formava part dels senyorius huancas, en arribar els espanyols, aquests es van assentar al poble de Mito, proper als seus centres d'operacions en Jauja i Lima. Mito no era una comunitat indígena sinó un poble d'indis i blancs, amb una elit espanyola i mestissa. Fins ara els permeten fan referència als espanyols i els seus descendents que habitaven el poble. En parlar amb els permeten durant la celebració, hi ha una sensació ambigua: és l'autoritat dels Huacones una evocació del poder dels antics hisendats, o representa una forma de resistència andina i no-catòlica contra el poder dels colonitzadors? O una barreja dels dos? O és alguna cosa totalment diferent? En el Perú, les danses i festivitats tradicionals són esdeveniments que no són aliens a les relacions de poder i les jerarquies de la societat; caldria veure com una celebració com la Huaconada reprodueix, resisteix o comenta sobre aquestes relacions socials.
Avui dia, la major part dels permeten viuen fora de Mito, i el poble està majorment buit excepte durant la Huaconada i les altres festes. Els huacones i les seves famílies tornen per la festa no només des Huancayo i Lima, sinó també des dels seus llocs de treball a l'Argentina, Suècia, Itàlia i altres països a l'estranger.

## Més informació sobre la cançó
Per als que vulguin saber més sobre aquesta tradició — la seva història, estructura i significats — la mejoria de gent recomana consultar el rigorós estudi de Simeón Orellana Valeriano, La Dansa dels Sacerdots del Déu Kon: La Huaconada de Mito, publicat el 2004 pel Fons Editorial de Sant Marc. També els treballs musicològics i etnogràfics de Raúl Romero, entre ells Identitats Múltiples: Memòria, Identitat i Cultura Popular a la Vall del Mantaro, publicat pel Fons Editorial del Congrés.